# Игмас (посёлок)
Игмас — посёлок в Нюксенском районе Вологодской области, административный центр Игмасского сельского поселения и Игмасского сельсовета.
Находится на юго-западе Нюксенского района, на правом берегу реки Сухоны, к югу от автодороги А123.
Расстояние до районного центра Нюксеницы по автодороге — 46 км. Ближайшие населённые пункты — Зимняк, Пески, Кириллово.

## Демография
По переписи 2002 года население — 866 человек (422 мужчины, 444 женщины). Преобладающая национальность — русские (98 %).
В пос. Игмас проживает 918 человек, в том числе дети до 18 лет — 202 человека, дети до 7 лет — 57 человек, школьники — 97 чел.

## Экономика
Игмас — лесной посёлок, когда-то крупный лесозаготовительный комплекс с автотранспортным предприятием, узкоколейной железной дорогой, депо, речным транспортом.Есть неполная средняя школа ,почта , медпункт и клуб. В связи с истощением лесов вокруг посёлка жизнь в нём затухает; несмотря на то, что работает лесопилка, работы в посёлке не хватает. Остатки транспорта и сооружений режутся на металлолом.
Заготовленный лес складируется на берегу реки Сухоны.
Действует лодочная переправа.

## Улицы
- Лесная
- Молодёжная
- Набережная
- Октябрьская
- Советская
- Школьная

## Достопримечательности
Брусенецкая узкоколейная железная дорога, построенная в 1950-е и сейчас почти не используемая. Служила главным образом для перевозки леса, затем и для пассажирских перевозок.